# استوديوهات بايرو
ستوديوهات بايرو (بالإنجليزية: Pyro Studios)‏ هي ستوديوهات مطورة لألعاب الفيديو مقرها في مدريد (أسبانيا),تأسست عام 1996م بغرض تطوير ألعاب الفيديو ذات التقنية العالية.

## أعمال الشركة
نتيجة لذلك الالتزام قدمت لنا لعبة قيمة كالمغاوير (بالإنجليزية: Commandos)‏ التي صدر الجزء الأول منها عام 1998م (المغاوير: خلف خطوط العدو) وبعد أن انتشرت اللعبة وعرفت سمعتها صدرت النسخة الثانية من اللعبة (المغاوير: ما بعد نداء الواجب).
في أكتوبر 2001م صدر الإصدار الخاص بنظام التشغيل مايكروسوفت ويندوز (المغاوير 2: رجال الشجاعة)، ثم صدرت نسخ لبلايستيشن 2 ومايكروسوفت إكس بوكس في عام 2002م.
المغاوير 3: الوجهة برلين صدرت في أكتوبر 2003م. عموما، عدد النسخ التي بيعت من السلسلة: 3 ملايين نسخة حول العالم.

## إبداعات خارجالمغاوير
- أصدرت الشركة لعبة بريتوريانس اللعبة الملحمية الإستراتيجية وهي لعبة ثلاثية الأبعاد أصدرت لنظام ويندوز عام 2003م.
- لعبة المجد الإمبراطوري أصدرت في بدايات عام 2005م.

## عودة المغاوير
في الأشهر الأولى من عام 2006م صدر الجزء الرابع من سلسلة المغاوير (المغاوير: القوة الضاربة) وهي أشبه ما تكون بلعبة وسام الشرف(بالإنجليزية: Meddal Of Honor)‏ أو نداء الواجب (بالإنجليزية: Call Of Duty)‏ في أسلوب اللعب. في نوفمبر 2006م أعلن موقع انترنت أسباني أن ستوديوهات بايرو بدأت العمل في لعبة لجهاز الوي ولكن لم يذكر اسم اللعبة بالإضافة للعبة أخرى لم تسم أيضا.

## طاقم العمل
طاقم العمل في الشركة مؤلف من 100 شخص بين مبرمجين، وموسيقيين، ومصممون، ومصمموا ألعاب فيديو ولديها ثلاث مشاريع تحت التطوير.

## وصلات خارجية
- الموقع الرسمي.
- مقالة علن لعبة الوي القادمة (إنجليزي).